# Bernhard Höting

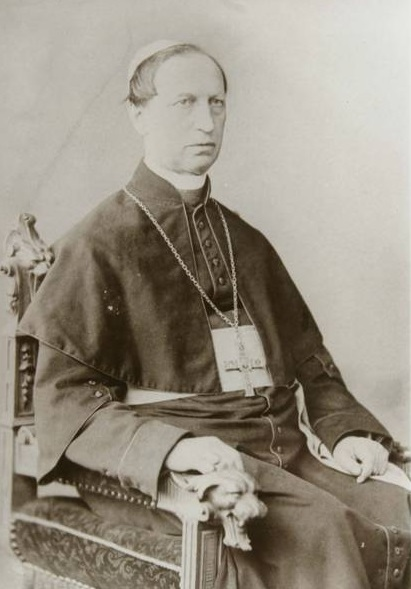
Bernhard Höting

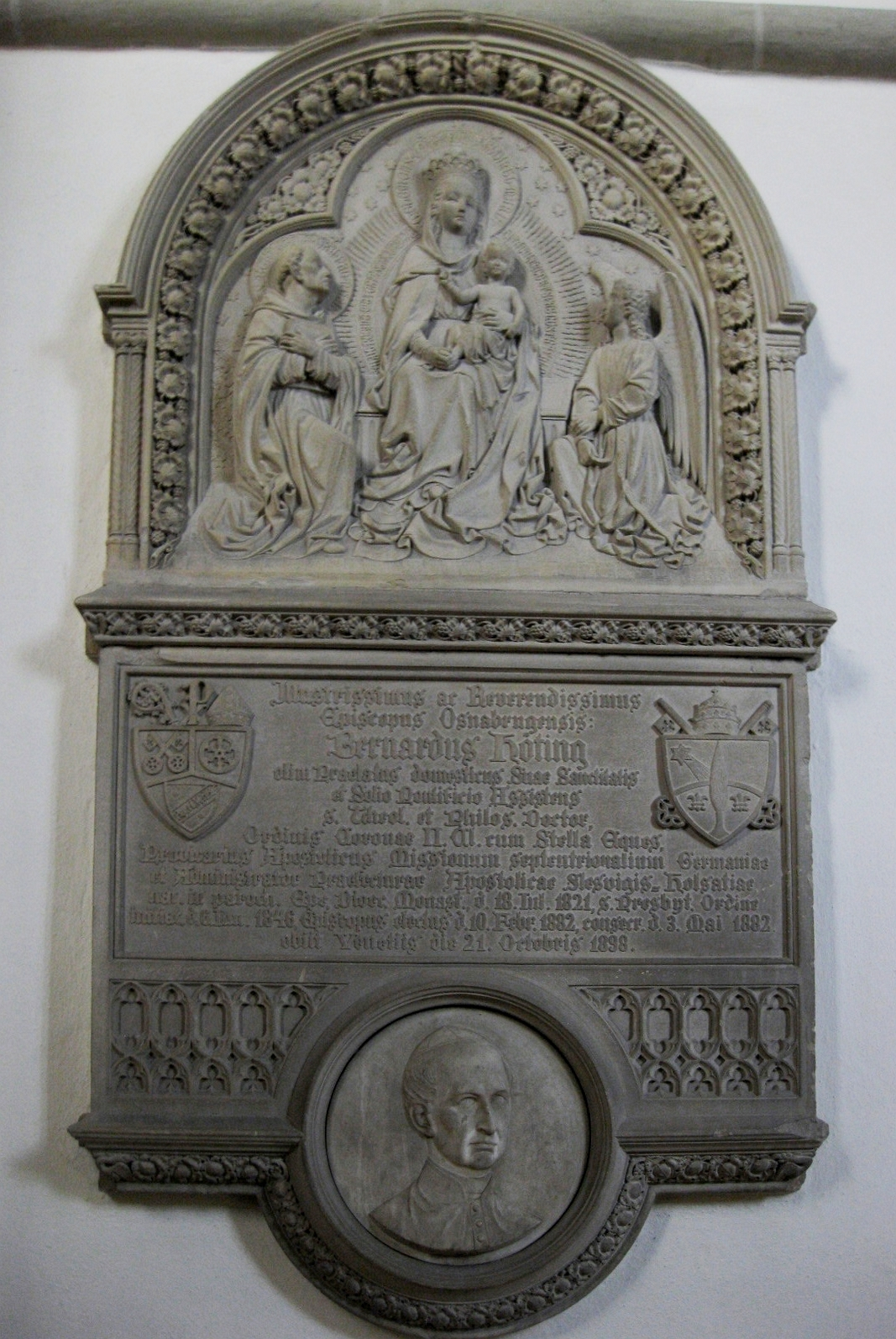
Epitaph Bernhard Hötings im Dom St. Peter in Osnabrück

Johann Bernhard Höting (* 18. Juli 1821 in Epe; † 21. Oktober 1898 in Venedig) war Bischof von Osnabrück.

## Leben
Bernhard wurde als Ältester von sieben Geschwistern im Kreis Ahaus geboren. Sein Vater Johannes Höting war Zimmermann und Landwirt. Als Abiturient am Coesfelder Gymnasium studierte er in Münster Philosophie und Theologie. Am 6. Juni 1846 empfing er im Hohen Dom zu Münster die Priesterweihe.
Es folgte eine kurze Tätigkeit als Kanonikus in Borken, bevor er sich dem Schulfach am Gymnasium in Vreden zuwandte. 1850 begann er das klassische Studium der Philosophie an der Universität in Berlin.
Mit einem hervorragenden Staatsexamen und dem Doktordiplom kehrte er in die Heimat zurück.
Von 1854 war er Oberlehrer am Gymnasium in Recklinghausen und wurde zwei Jahre später zum Direktor des Gymnasiums in Kempen gewählt. In der gleichen Position wurde er auf Vorschlag des damaligen Bischofs Paulus Melchers Direktor des Gymnasiums Carolinum in Osnabrück. 1867 trat er als Generalvikar und Domkapitular in die bischöfliche Verwaltung ein.
Papst Leo XIII. ernannte Bernardus Höting am 10. Februar 1882 zum Bischof von Osnabrück. Am 3. Mai 1882 spendeten ihm die Bischöfe von Hildesheim, Daniel Wilhelm Sommerwerck, und von Fulda, Georg von Kopp, die Bischofsweihe. Er bemühte sich, die klaffenden Wunden, die der Kulturkampf geschlagen hatte, zu heilen und schwierige Rechtsfragen der Stadt und Diözese sowie der nordischen Missionen zu klären. Dabei half ihm seine hervorragende juristische Begabung.
Er erneuerte die bischöfliche Kurie und die des Domes, sorgte für den Neubau des Priesterseminars, schaffte eine Erweiterung des heutigen Marienhospitals und des Ursulinenklosters. Er gründete das im Volksmund so genannte „Kloster der Ewigen Anbetung“ und ließ die Herz-Jesu-Kirche erbauen.
Am 14. Juni 1896 zogen 3000 Fackelträger, begleitet von Musikern und Fahnenträgern, zum Domhof und jubelten Bischof Höting zu, der an diesem Tag sein Goldenes Priesterjubiläum feierte. Die Laudatio hielt damals der angesehene Kaufmann Middendorf, der betonte, dass diese Kundgebung vor dem Dom ein „eindrucksvolles Zeichen der Einheit zwischen dem katholischen Volk, dem Klerus, dem Bischof und dem päpstlichen Stuhl“ sei.
Trotz geschwächter Gesundheit unternahm er seine dritte Pilgerfahrt nach Rom. Dort sollte er aber nie ankommen. Am 21. Oktober 1898 verstarb er in Venedig. Im Dom St. Peter zu Osnabrück fand er seine letzte Ruhestätte. Dort wurde er am 26. Oktober 1898 beigesetzt.